# Mackenzie (rzeka w Queenslandzie)
Mackenzie – sezonowa rzeka w Queenslandzie w Australii. Powstaje z połączenia rzek Comet oraz Nogoa w Eastern Highlands. Płynie w kierunku północno-wschodnim przez Expedition Range, a następnie w południowo-wschodnim, by połączyć się z Dawson, tworząc rzekę Fitzroy. Jej długość wynosi 275 km.
Nazwę rzeki nadał w 1845 roku odkrywca Ludwig Leichhardt na cześć Evana Mackenziego, żołnierza i hodowcy bydła, przyjaciela Leichhardta.